# 지방도 제352호선
지방도 제352호선은 경기도 양평군 양서면 양수리 터미널삼거리와 옥천면 신복리 중미산삼거리를 잇는 경기도의 지방도이다.
원래는 경기도 남양주시 와부읍 도곡리부터 시작하여 조안면 진중리 구간이 미개통 구간으로 남아있었으나, 2013년 도로현황조서부터 해당 구간이 제외되었다. 하지만 여전히 기점은 경기도 남양주시 와부읍 도곡리로 되어 있으나 실제 도로는 양평군 양서면 양수리부터 시작한다. 양평군 양서면 구간은 북한강 동단을 따라 나 있는 강변도로이며, 서종면에서 옥천면 구간에는 계곡이 많아 관광객이 많이 이용하는 도로이기도 하다.

## 연혁
- 2005년 3월 28일 : 기존 지방도 제352호선인 '대곶 ~ 김포선'을 폐지[1]
- 2005년 3월 28일 : 지방도 제352호선을 새로 지정[2]

## 주요 경유지
- 양평군
  - 양서면 터미널삼거리 - 용늪삼거리 - 양수리
  - 서종면 문호리 - 서종문화체육공원 - 문호삼거리 - 서종파출소 - 영암교 - 수능리 - 도장교 - 도장리 - 정배리 - 정배삼거리 - 정배계곡 - 양현
  - 옥천면 양현 - 중미산자연휴양림 - 중미산삼거리

## 도로명
- 양평군 양서면 터미널삼거리 ~ 서종면 문호삼거리 : 북한강로
- 양평군 서종면 문호삼거리 ~ 서종파출소 : 무내미길
- 양평군 서종면 서종파출소 ~ 옥천면 중미산삼거리 : 중미산로